# Varyag (1989)
El cruceros lanzamisiles ruso Varyag (en ruso: Варяг, lit. 'Varego'), llamado anteriormente Chervona Ukraina es el tercer barco de la clase Slava construidos para la Armada soviética que ahora sirve a la Armada rusa. Actualmente es el buque insignia de la Flota del Pacífico rusa.

## Construcción

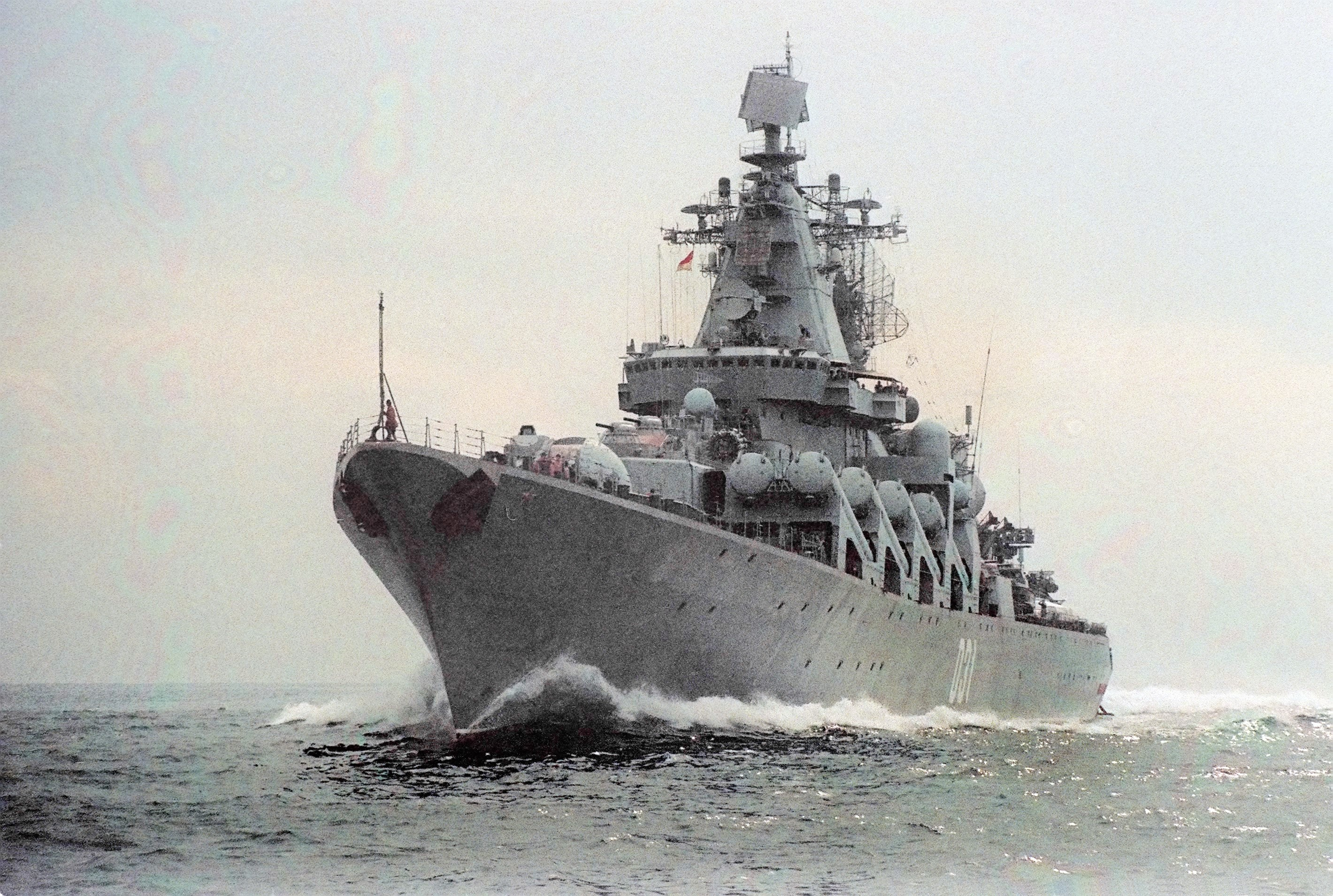
El Chervona Ukraina (ahora Varyag) navegando en torno al año 1990.

Iniciado el 31 de julio de 1979 en la planta de construcción naval 61 Kommunara (astillero 445) en Mikoláiv como Chervona Ukraina (en ruso: Ucrania roja), el buque fue botado el 28 de agosto de 1983 y puesto en servicio el 16 de octubre de 1989. El buque de guerra se unió a la Flota del Pacífico en 1990. En la actualidad, el Varyag forma parte de la 36.ª División de Buques de Superficie en Vladivostok y tiene el número de gallardete 011.

## Historial de servicio

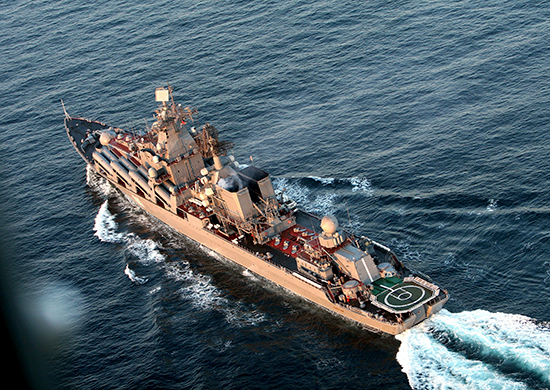
El Varyag en el Golfo de Bengala el 5 de diciembre de 2020.

Entre el 5 y el 8 de junio de 1990, realizó una visita amistosa a Kiel, Alemania.
Mientras estaba en tránsito desde Sebastopol a la nueva base permanente Petropavlovsk-Kamchatsky del 27 de septiembre al 5 de noviembre de 1990, el Varyag y el destructor Bystry visitaron la base vietnamita Cam Ranh entre el 22 y el 24 de octubre.
En 1991-1992 participó en entrenamiento de combate, pero en 1993-1994 no se hizo a la mar debido a la falta de financiación. El entrenamiento de combate se reanudó a principios de 1995.
Entre el 9 y el 13 de febrero de 1997 el barco realizó una visita amistosa al puerto surcoreano de Incheon, regresando a Vladivostok el 19 de febrero.
Entre el 2 y el 6 de octubre de 1999, el Varyag y el destructor Bystry visitaron Shanghái, China, para conmemorar el 50 aniversario de la fundación del Estado chino.
Entre el 10 y el 15 de octubre de 2002, el barco visitó la ciudad japonesa de Yokosuka para honrar el 50 aniversario de la Armada japonesa.
Entre el 10 y el 15 de febrero de 2004, Varyag, el destructor Almirante Tributs y la corbeta Koreets visitaron el puerto surcoreano de Incheon para conmemorar el centenario de la pérdida del crucero Varyag, con el comandante de la Flota del Pacífico, el almirante Viktor Fedorov a bordo.
Entre septiembre y diciembre de 2005, el barco lideró un destacamento de barcos en visitas a Visakhapatnam (India), Singapur, Yakarta (Indonesia), Sattahip (Tailandia) y Haiphong (Vietnam).
El Varyag volvió a entrar en servicio con la Flota del Pacífico en mayo de 2008 después de una revisión. Durante el reacondicionamiento, el complejo de misiles principal se actualizó de P-500 Bazalt a P-1000 Vulkan.
En abril de 2009, el barco visitó la ciudad china de Qingdao para honrar el 60 aniversario de la Armada china. En octubre/noviembre del mismo año, el barco también visitó Singapur.
En 2009, El Varyag lideró una flota de buques de guerra extranjeros que participaron en un desfile para conmemorar el 60 aniversario de la Armada de China.
En junio de 2010, Varyag, bajo el mando del Capitán Eduard Moskalenko y con el Comandante de las Fuerzas Combinadas de la Flota del Norte embarcado, el Contralmirante Vladimir L. Kasatonov, hizo una escala en el puerto de San Francisco (Estados Unidos). La visita, la primera de un buque de superficie de la Armada rusa en 147 años, contó con una ceremonia de dedicación de una placa para conmemorar a seis marineros de la Armada Imperial Rusa que murieron combatiendo un incendio en San Francisco en 1863. Esta visita también coincidió con la visita del presidente Medvédev a Silicon Valley y una vez más visitó el Varyag como lo había hecho en Singapur en 2009. El Varyag también participó en ejercicios de entrenamiento con el USS Bunker Hill.
Del 8 al 11 de noviembre de 2011, Varyag, acompañado por el petrolero Irkut, realizó una visita portuaria a Vancouver, Columbia Británica (Canadá), para conmemorar a los militares muertos en conflictos armados. El Varyag fue escoltado a Vancouver por el destructor HMCS Algonquin de la Marina Real Canadiense, y la tripulación del Varyag participó en partidos deportivos amistosos con sus homólogos canadienses de Algonquin.
En 2012, Varyag participó en el ejercicio anual con la Armada china frente a Qingdao.
En 2013 el barco partió en un largo viaje hacia el mar Mediterráneo, visitando Trincomalee (Sri Lanka), Salalah (Omán) y Alejandría (Egipto).

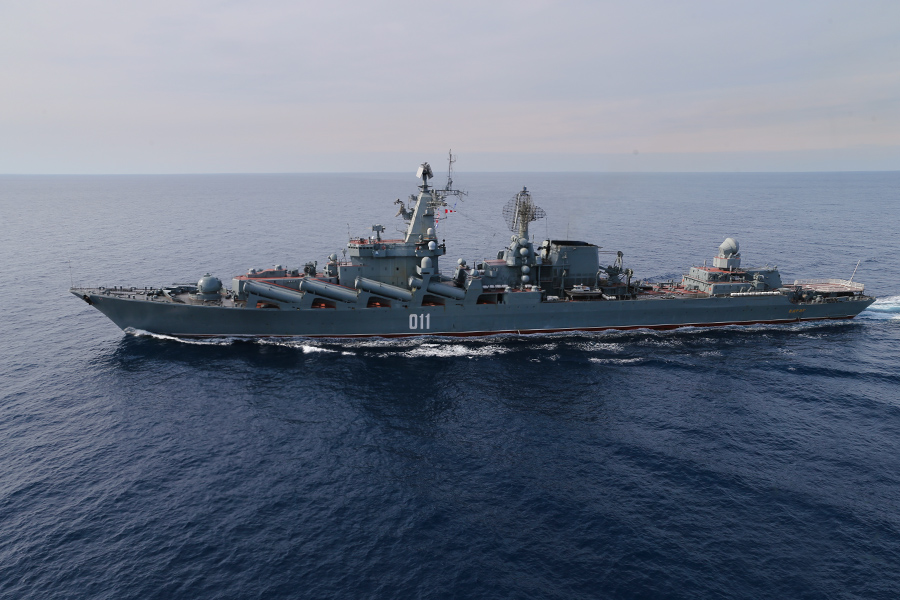
El Varyag navegando en 2016.

En noviembre de 2014, Varyag comandó un despliegue de cuatro buques de guerra rusos en aguas internacionales frente a Australia. Se creía que el despliegue estaba relacionado con la cumbre del G-20 de Brisbane de 2014 y las crecientes tensiones entre las dos naciones.
A principios de enero de 2016, después de una visita a la India, el Varyag ingresó al Mar Mediterráneo a través del Canal de Suez para ser desplegado frente a la costa de Siria en reemplazo de su barco gemelo Moskva, en apoyo de la operación aérea de Rusia en Siria que había comenzado en el otoño de 2015 . El barco fue nombrado buque insignia de la fuerza de tarea naval rusa posicionada en el Mediterráneo oriental.
El 21 de abril de 2017, el barco visitó Manila (Filipinas), Cam Ranh (Vietnam), Sattahip (Tailandia) y Singapur.
A fines de 2018, el Varyag completó otro largo viaje a la India.
El 1 de octubre de 2019, Varyag , el destructor Almirante Panteléyev y el petrolero Pechenga se embarcaron en un despliegue de tres meses bajo el mando del capitán de primer rango Aleksandr Shvarts, visitando Muara, Brunéi entre el 3 y el 7 de noviembre [27] y Pusan, Corea del Sur entre el 17 y el 22 de diciembre, antes de regresar al puerto base el 23 de diciembre. before returning to the homeport on 23 December.

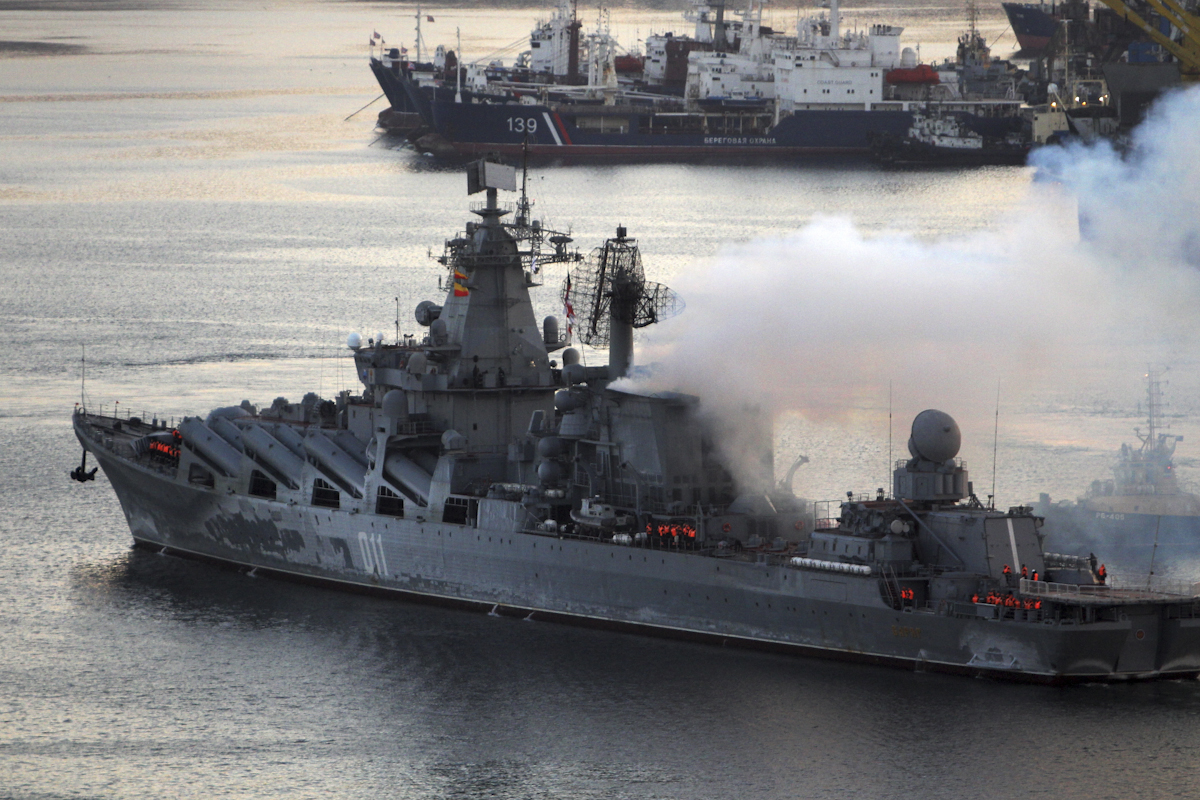
El Varyag en el año 2019.

En febrero-marzo de 2021, el Varyag participó en los ejercicios antisubmarinos, de defensa aérea y de artillería a gran escala de la Flota del Pacífico, junto con un submarino convencional, el destructor Almirante Tributs, la fragata modernizada Mariscal Sháposhnikov y las corbetas universales Gromkiy y Sovershennyy, corbetas antisubmarinas MPK-107, Ust-Ilimsk, Sovetskaya Gavan, Metel y MPK-82 así como corbetas antibuque R-14, R-18, R-20, R-29, Iney, Razliv, R-297, Smerch y otros. Los barcos auxiliares presentes en la zona durante el ejercicio fueron el rompehielos Project 97 Sadko, así como los remolcadores MB-99, Andrey Stepanov y al menos otros cuatro.
El 1 de mayo de 2021, en un evento poco común, dos destacamentos de la Flota del Pacífico se embarcaron en despliegues distantes simultáneamente, Varyag y el Mariscal Sháposhnikov, así como las corbetas Sovershenny, Gromky y Aldar Tsidenzhapov. Ambos destacamentos fueron apoyados por el gran petrolero Boris Butoma. El 11 de mayo, el Almirante Tributs también realizó un despliegue, haciendo escala en Singapur entre el 11 y el 13 de mayo, acompañado por el remolcador Kalar. En total, todos los principales buques de superficie activos de la Flota del Pacífico se desplegaron simultáneamente, es decir, un crucero, tres destructores y tres corbetas. El petrolero Boris Butoma hizo escala en Cam Ranh, Vietnam, entre el 15 y el 19 de mayo, y en Filipinas el 22 de mayo. Sovershenny y Gromky realizaron ejercicios en el Mar de Filipinas el 30 de mayo.
Entre el 7 y el 24 de junio de 2021, Varyag dirigió el ejercicio militar naval más grande de la Flota del Pacífico postsoviética que tuvo lugar en el Océano Pacífico central frente a Hawái, siendo el primer ejercicio naval ruso posterior a la Guerra Fría en esa área (las excepciones menores son el destructor Almirante Panteléyev participando en el ejercicio RIMPAC-2012 y la fragata Almirante Gorshkov navegando cerca de Hawái en 2019). Además del crucero, incluía a los destructores Mariscal Sháposhnikov y Almirante Panteléyev, las corbetas Sovershenny, Gromky y Aldar Tsydenzhapov, un submarino nuclear (probablemente Omsk) nave de inteligencia Kareliya y petrolero Irkut.
El ejercicio naval comenzó en el Océano Pacífico central el 10 de junio y el 21 de junio, los barcos situados a unas 2500 millas náuticas al sureste de las islas Kuriles simularon un ataque contra el grupo de batalla de portaaviones enemigo. Antes de eso, los barcos operaban en dos grupos, navegando a 300 millas náuticas uno del otro, uno de ellos haciendo el papel de enemigo. El buque auxiliar más grande de la Armada rusa, el mariscal Krylov, también participó en el ejercicio y actuó como buque de mando del comandante del ejercicio, el contralmirante Konstantin Kabantsev, comandante de la flotilla Primorskaya, así como del buque hospital Irtysh y cazas MiG-31 y aviones antisubmarinos Il-38 y Tu-142.
El 24 de junio, el último día del ejercicio, tres bombarderos Tu-95, varios bombarderos Tu-22M, escoltados por interceptores MiG-31BM y dos aviones cisterna Il-78 también volaron hacia el Océano Pacífico central. Los Tu-95 lanzaron ataques simulados contra la infraestructura crítica del enemigo y los Tu-22M lanzaron ataques contra el grupo de ataque de portaaviones condicional del enemigo junto con Varyag y el Mariscal Sháposhnikov. Se sugirió que el ejercicio era una respuesta al ejercicio Agile Dagger 2021 de la Flota del Pacífico de EE. UU., empleando un tercio de los submarinos operativos de la Flota del Pacífico de EE. UU.
En septiembre de 2021, el Varyag realizó un ejercicio frente a Kamchatka junto con el submarino nuclear Omsk y 12 barcos y embarcaciones de apoyo de la Flota del Pacífico. El crucero disparó un misil Vulkan, mientras que Omsk disparó un misil Granit.
En octubre de 2021, Varyag estaba nuevamente navegando en el Mar de Japón.
El 23 de noviembre de 2021, Dalzavod informó en su canal de Instagram que el crucero entró en su dique seco.
El 29 de diciembre de 2021, el Varyag, junto con el destructor Almirante Tributs y el petrolero Boris Butoma, partieron de Vladivostok para un largo despliegue, consistente en escalas en puertos de varios países. El 11 de enero de 2022, los buques de guerra ingresaron al Océano Índico, y recalaron en Kochi el 14 de enero de 2022. El 18 de enero de 2022, el grupo de trabajo ancló en Chabahar, y los informes indicaron que los barcos planean mantener ejercicios conjuntos con la armada iraní y la armada china. El 2 de febrero de 2022, el crucero ingresó al Mediterráneo a través del Canal de Suez y se encontró con su barco hermano, el mariscal Ustinov, desplegándose en el Mediterráneo desde la Flota del Norte. En julio de 2022, el Varyag, el Almirante Tributs y el barco de inteligencia Vasily Tatishchev se convirtieron en los primeros barcos de la Armada rusa que operan en el mar Adriático desde el despliegue de Volk en 1995 en medio del bombardeo estadounidense de Bosnia y Herzegovina. A fines de julio, el destructor Almirante Tributs operó frente a Šibenik, el barco de inteligencia Vasily Tatishchev operó cerca de la isla Palagruža, el crucero Varyag operó cerca de Durres, mientras que la fragata Almirante Grigorovich permaneció en las afueras del mar Adriático. Como el portaaviones estadounidense USS Harry S. Truman estaba ubicado en el mar Adriático al mismo tiempo, hubo informes en los medios sobre buques de guerra rusos que simulaban bloquear el portaaviones estadounidense en el mar Adriático.
En octubre de 2022, el Varyag, Admiral Tributs y Boris Butoma partieron del Mediterráneo a través del Canal de Suez, probablemente regresando a sus bases en el Pacífico. El 18 de noviembre, los tres barcos regresaron a Vladivostok.

## Galería

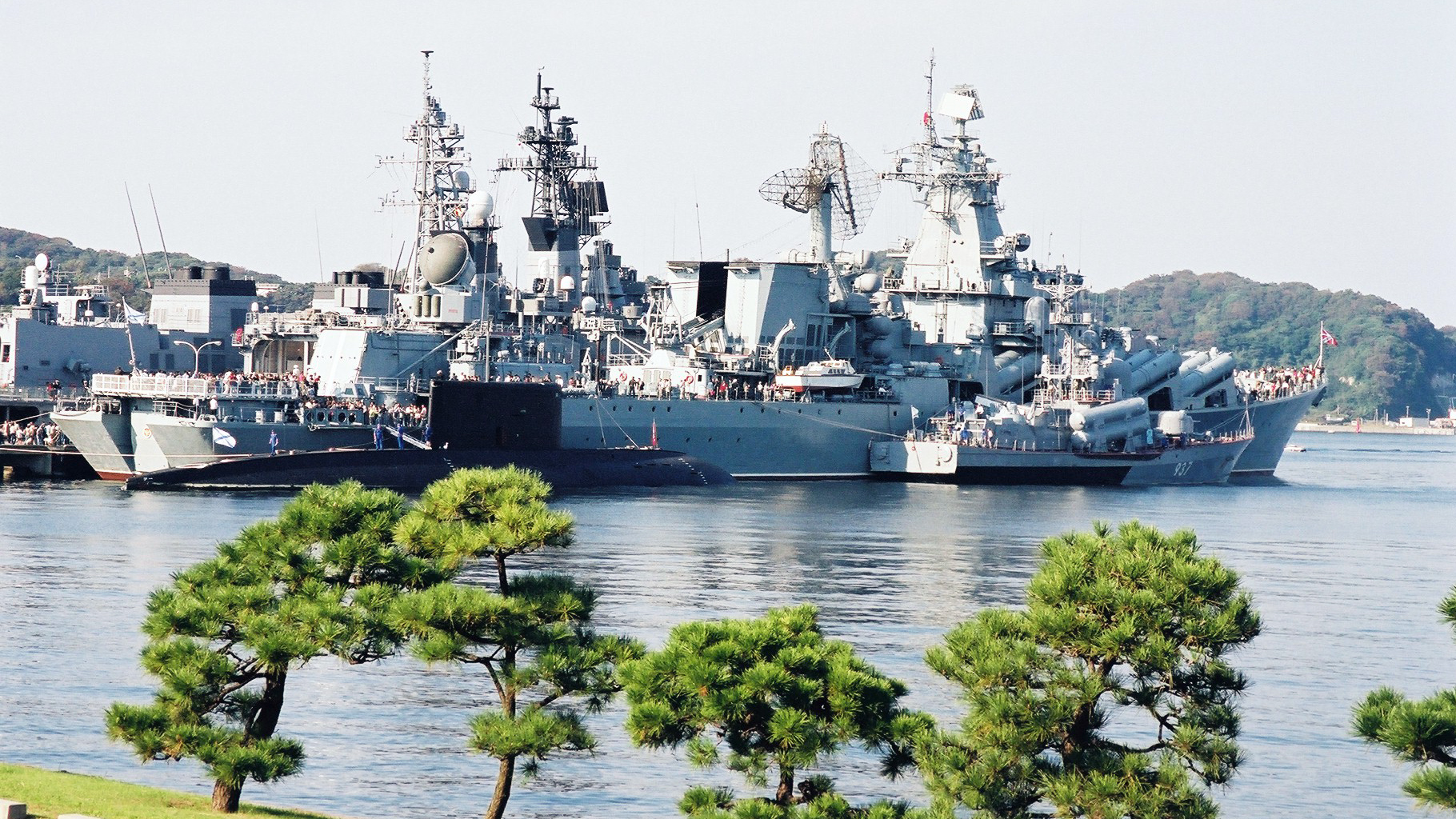
Visitando el puerto de Yokosuka, Japón en octubre de 2002.
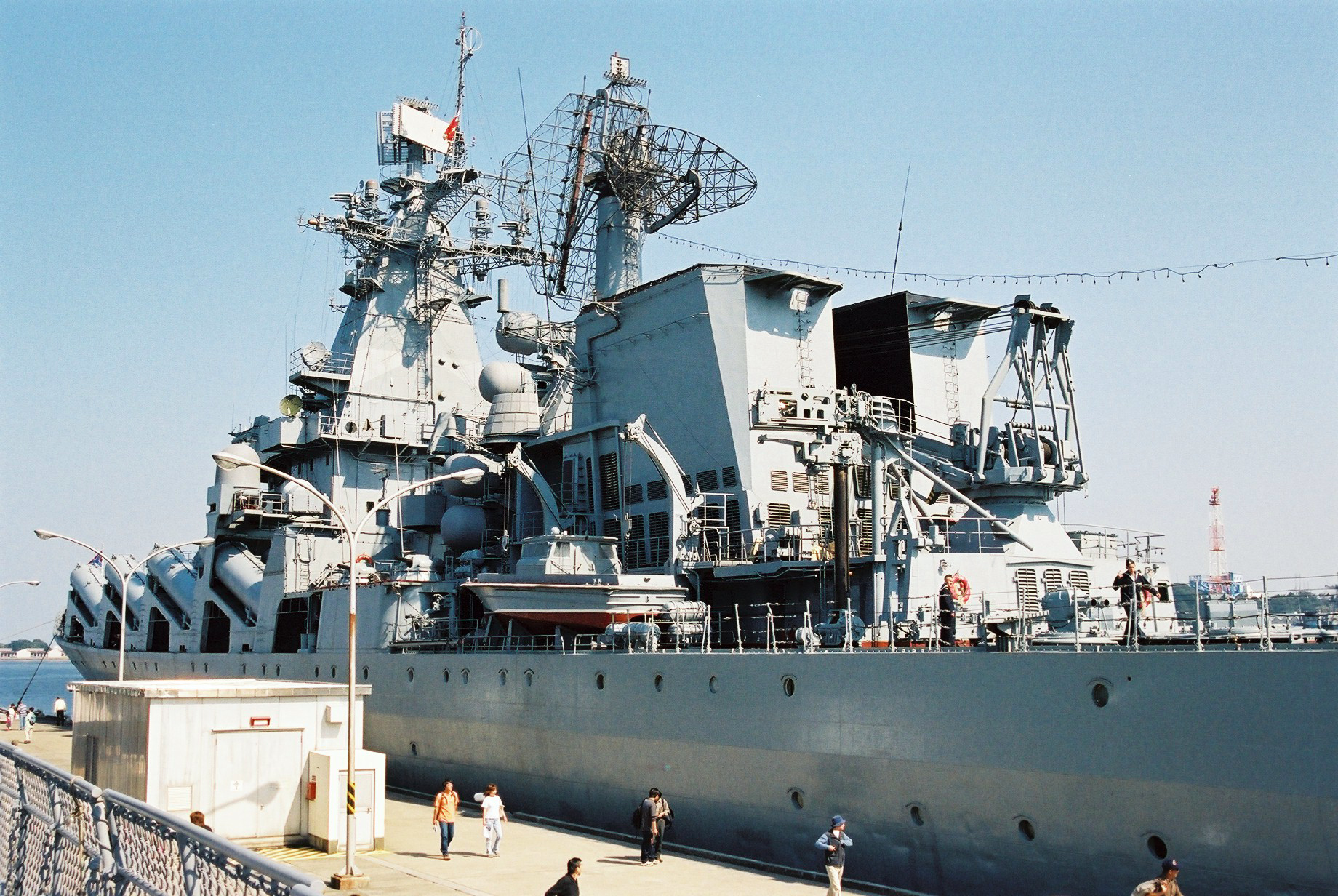
Visitando el puerto de Yokosuka, Japón en octubre de 2002.
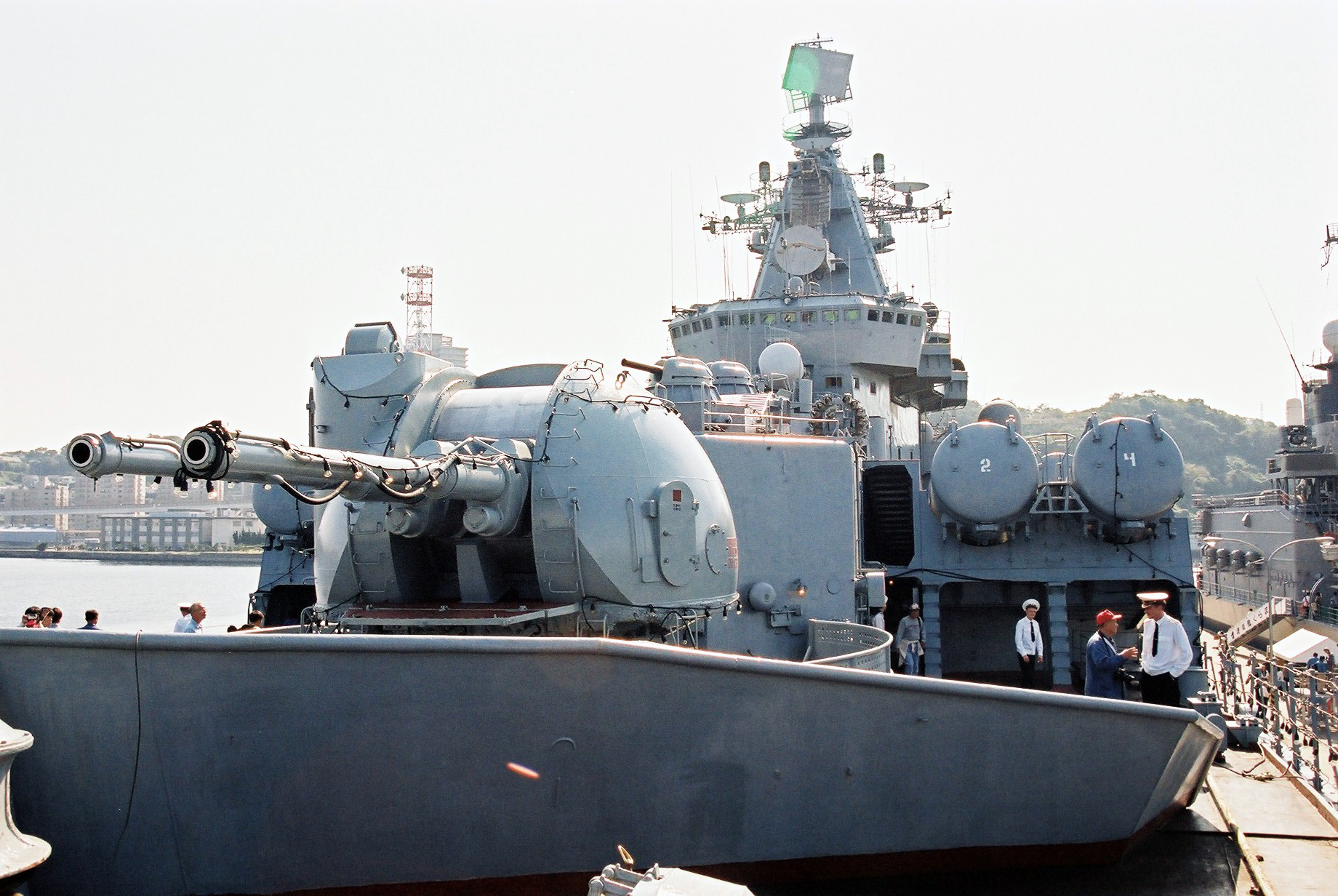
Visitando el puerto de Yokosuka, Japón en octubre de 2002.
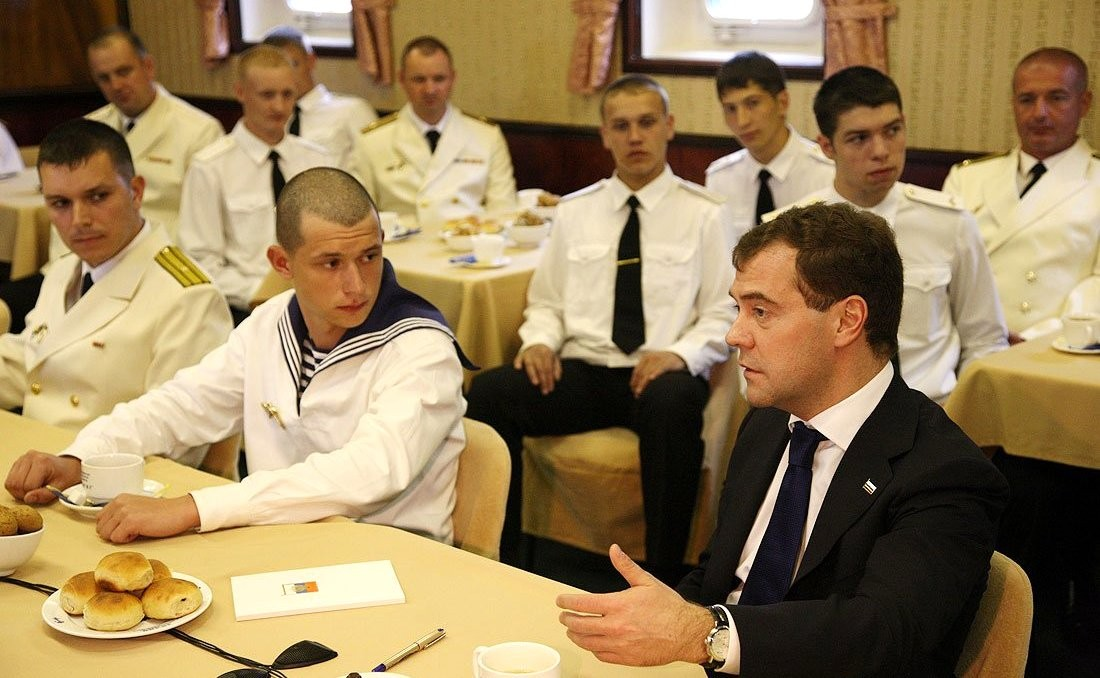
Reunión de Dmitry Medvedev con marineros en 2009.
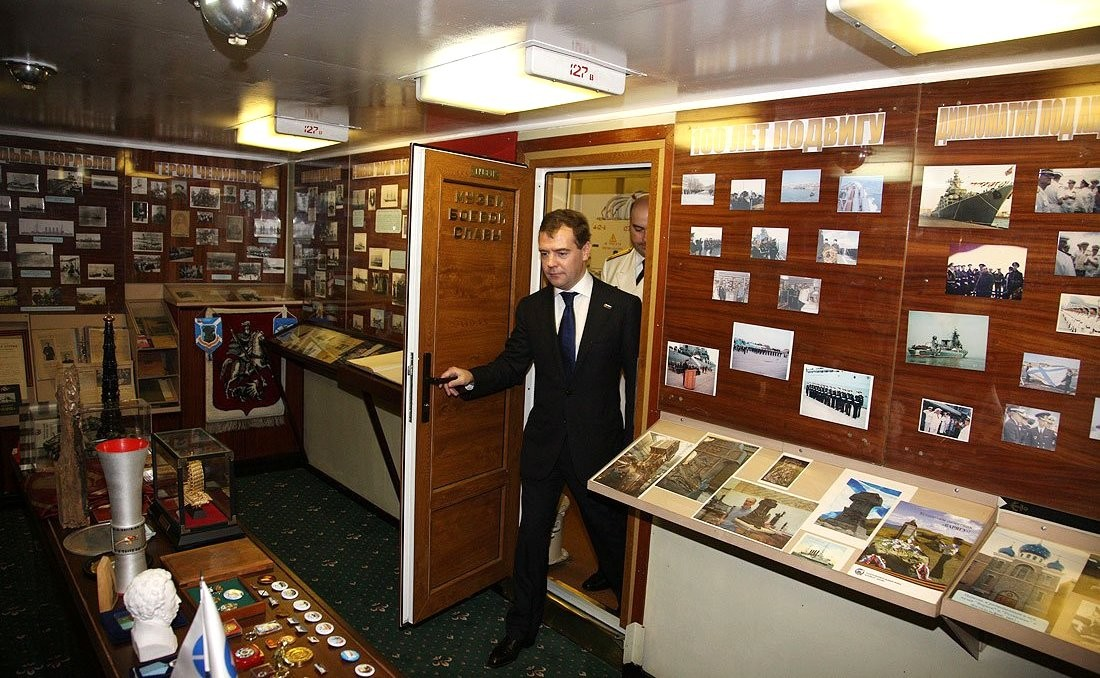
Dmitry Medvedev visitando el museo del barco a bordo del Varyag.
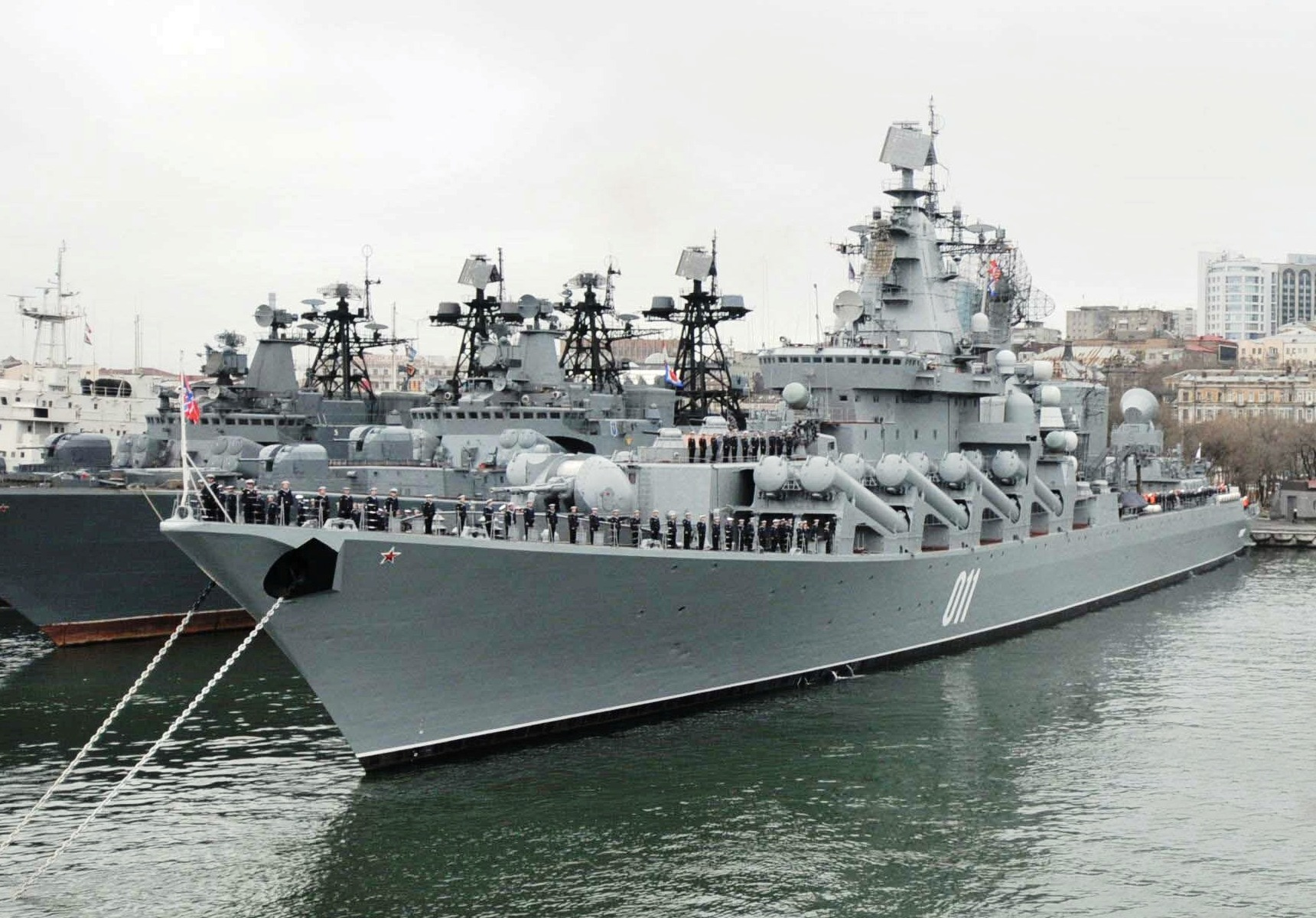
Varyag en Vladivostok, año 2010.
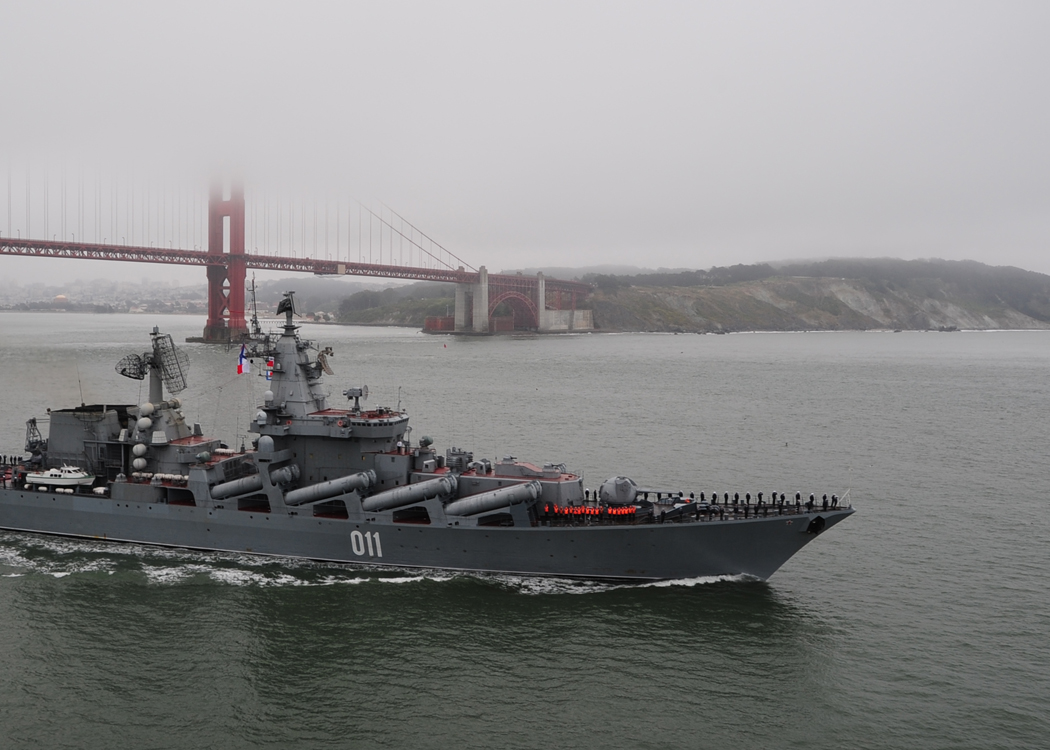
Varyag visitando San Francisco, Estados Unidos, en el año 2010.
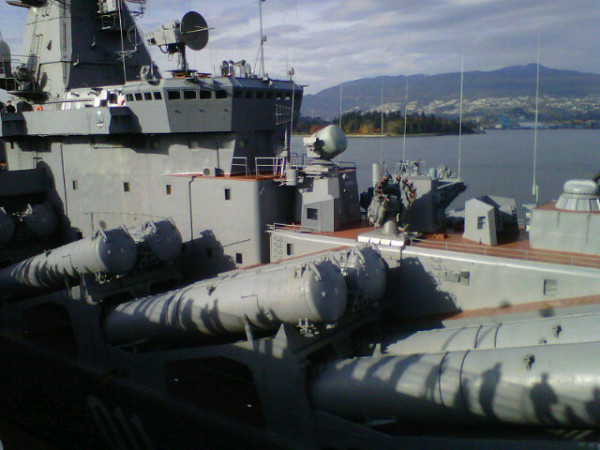
Visitando Vancouver, Canadá en noviembre de 2011.
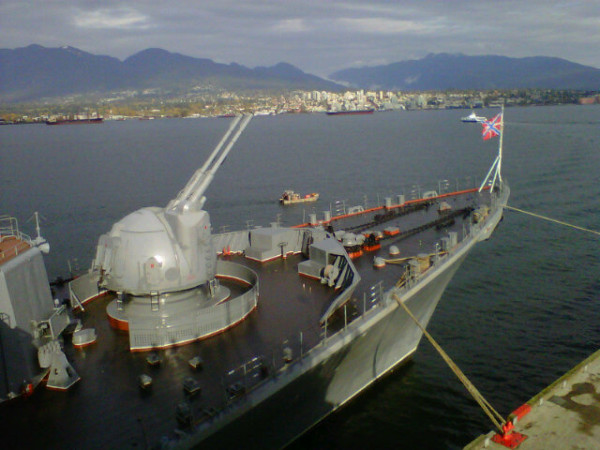
Una vista cercana de los cañones de doble propósito AK-130 en la proa con la costa norte de Vancouver al fondo.
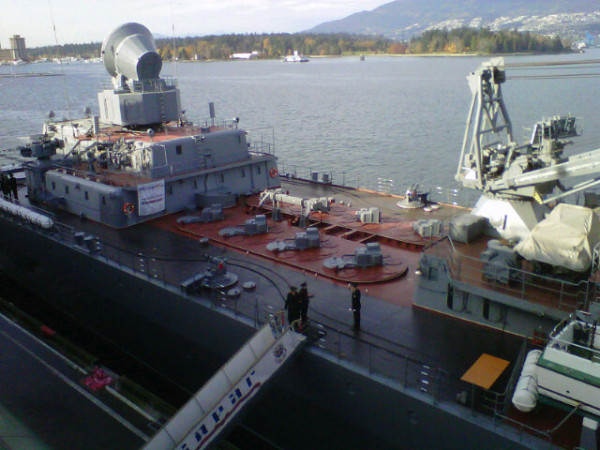
Una vista cercana de los tubos SAM S-300 PMU Favorit en la plataforma intermedia, Vancouver.